# Giám Chân
Giám Chân (Kyujitai: 鑑眞, phồn thể: 鑑真, giản thể: 鉴真, phanh âm: jiànzhēn, romaji: ganjin, 688-763) là một nhà sư Trung Quốc theo Nam Sơn tông của giáo phái Luật tông. Sư đến Nhật Bản năm 754 và sáng lập Luật tông (ja. ritsu-shū) nơi đây.
Sư quê ở Dương Châu. Năm 14 tuổi Sư theo cha vào chùa, nhìn tượng Phật cảm động và xin xuất gia. Sư thông Tam tạng, giữ giới nghiêm chỉnh và vì vậy tiếng tăm lừng lẫy. Đến năm 55 tuổi, Sư có ý nguyện đi Nhật Bản vì có hai tăng sĩ người Nhật khẩn thiết mời Sư sang giáo hoá. Môn đệ của Sư ngăn cản vì đường sang Nhật rất nguy hiểm. Sư nghe vậy liền nói: "Đây là việc pháp, tiếc gì tính mệnh, mọi người không đi, một mình ta đi." Nghe vậy nhiều môn đệ xin đi, tổng cộng có 21 người. Chuyến đi hoằng hóa Nhật Bản đầy gian nan. Năm lần thất bại, lần thứ sáu sau 11 năm mới toại nguyện. Trong suốt hành trình này có tất cả 36 tỉ-khâu chết và chính Sư cũng bị mù hai mắt.
Sư đến Nhật năm 66 tuổi, đem theo rất nhiều kinh sách. Nơi đây, Sư được cả nước Nhật hoan nghênh sùng ngưỡng và được Nhật hoàng phong chức Truyền Đăng Đại Pháp sư. Vì tinh thông y dược nên Sư cũng có cống hiến lớn cho y dược học Nhật Bản. Sư tịch năm 763 sau mười năm truyền bá Luật tông rất thành công tại đây, hưởng thọ 77 tuổi.